# 古希腊、拜占廷与后拜占庭乐器博物馆

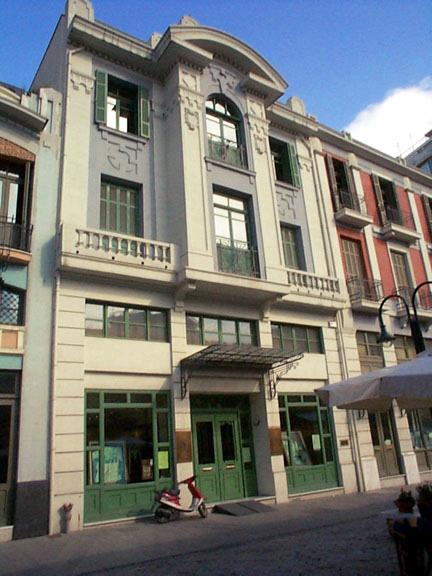

古希腊、拜占廷与后拜占庭乐器博物馆（Museum of Ancient Greek, Byzantine & Postbyzantine Instruments）是希腊中马其顿塞萨洛尼基的一个博物馆，成立于1997年。
三个展览空间展示超过200件乐器，时间跨度从公元前2,800年到20世纪初。除了展览空间，馆内还设有音乐图书馆、电子档案和音乐学研究部门。

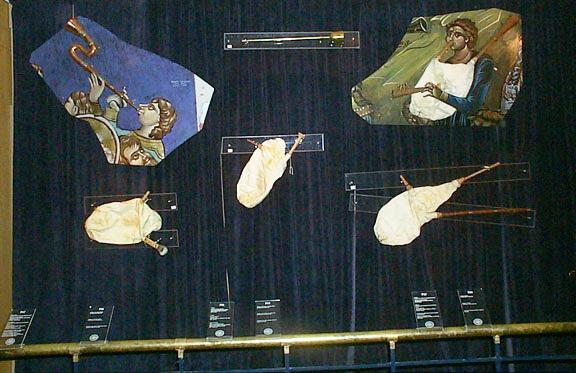
File:Macedonian_Museums-90-Arxaiwv_Mousikvn_Organvn-406.jpg
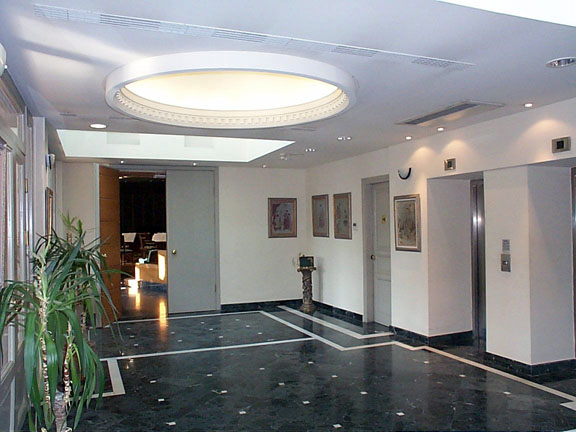
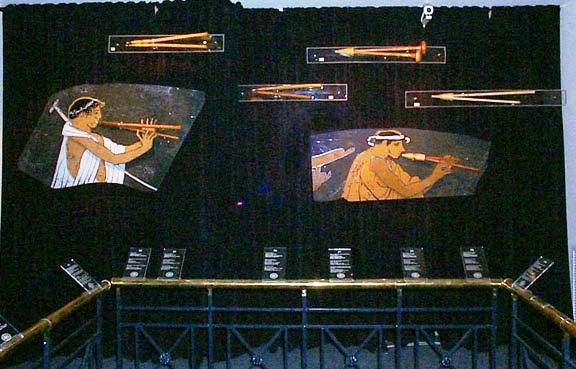